# Collema subconveniens
Collema subconveniens är en lavart som beskrevs av Nyl. Collema subconveniens ingår i släktet Collema och familjen Collemataceae.   Inga underarter finns listade i Catalogue of Life.